# Spilotabanus multiguttatus
Spilotabanus multiguttatus är en tvåvingeart som först beskrevs av Krober 1930.  Spilotabanus multiguttatus ingår i släktet Spilotabanus och familjen bromsar. Inga underarter finns listade i Catalogue of Life.